# Хмызов (Миллеровский район)
Хмызов — хутор в Миллеровском районе Ростовской области.
Входит в состав Дегтевского сельского поселения.

## География

### Улицы
| - ул. Восточная, - ул. Крылова, - ул. Ленина, - ул. Молодёжная, - ул. Пшеничного, - ул. Садовая, | - ул. Христового, - ул. Шолохова, - ул. Юбилейная, - пер. Речной, - пер. Советский. |

## Население
| 2010 |
| ---- |
| 629  |